# Sandi Valentinčič
Sandi Valentinčič, slovenski nogometaš in trener, * 25. avgust 1967.
Valentinčič je večji del kariere igral v slovenski ligi za klube Olimpija, Slovan, HIT Gorica, Primorje, Korotan in Livar. Skupno je v prvi slovenski ligi odigral 149 prvenstvenih tekem in dosegel 41 golov. Igral je tudi za nemška kluba Oldenburg in Rot-Weiß Erfurt.
Za slovensko reprezentanco je med letoma 1995 in 1997 odigral šest uradnih tekem.
V letih 2010 in 2011 je bil glavni trener Primorja.